# Fotbal Club Caracal
FC Caracal foi uma equipe romena de futebol com sede em Caracal. Disputava a primeira divisão da Romênia (Campeonato Romeno de Futebol).
Seus jogos são mandados no Stadionul Parc, que possui capacidade para 12.000 espectadores.

## História
O FC Caracal foi fundado em 1949.